# Toplunde
Toplunde (latin: Fratercula cirrhata) er en fugleart, der lever på Stillehavets nordlige øer samt kysterne fra det nordøstlige Asien til Californien.